# Ippovia del Gran Sasso
L'ippovia del Gran Sasso è un lungo itinerario escursionistico ad anello intorno al massiccio del Gran Sasso d'Italia, interamente compreso nel Parco Nazionale del Gran Sasso e Monti della Laga, adatto per essere percorso a tappe a piedi, a cavallo o in mountain bike.

## Descrizione

### Percorso

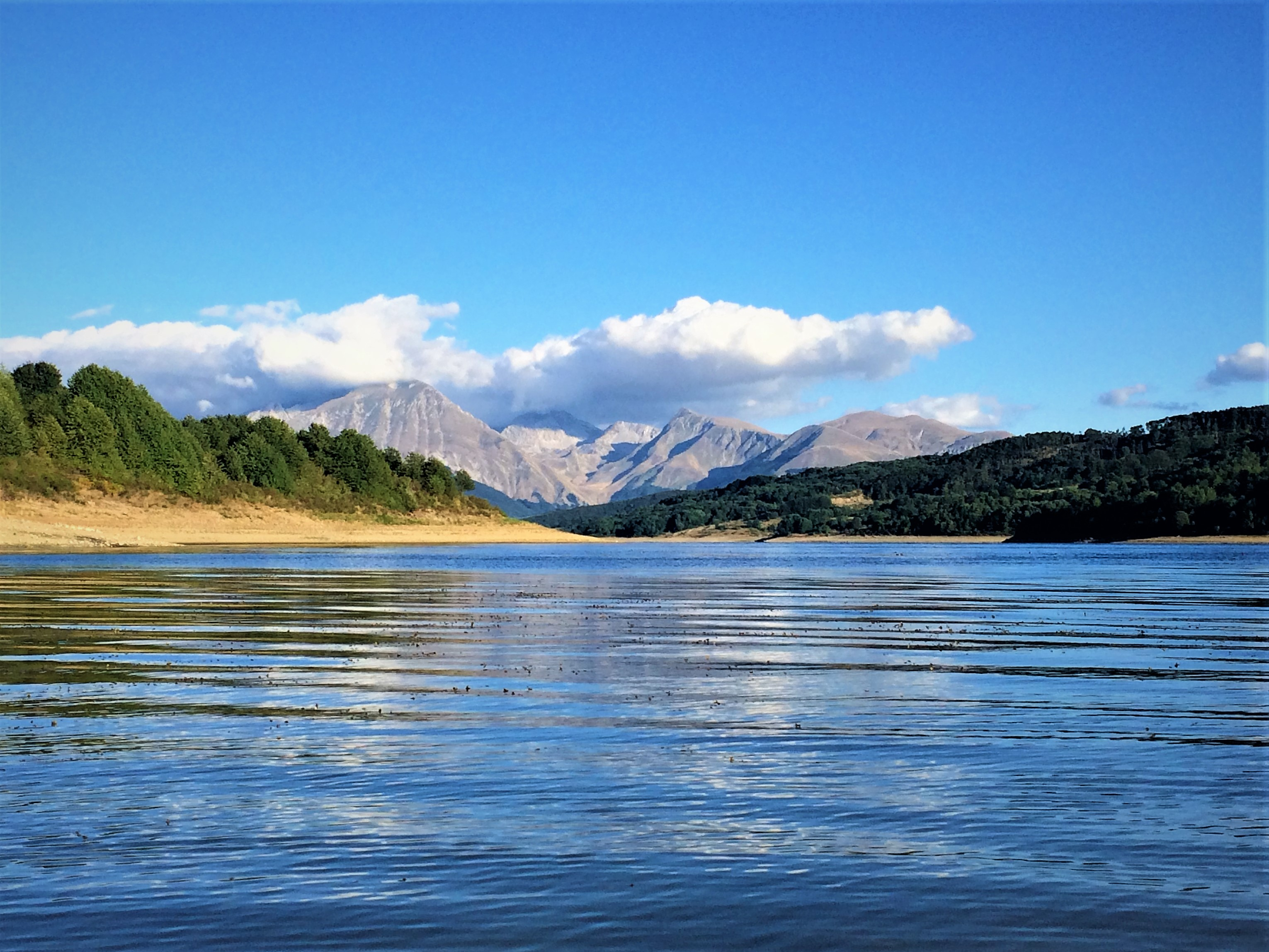
Lago di Campotosto

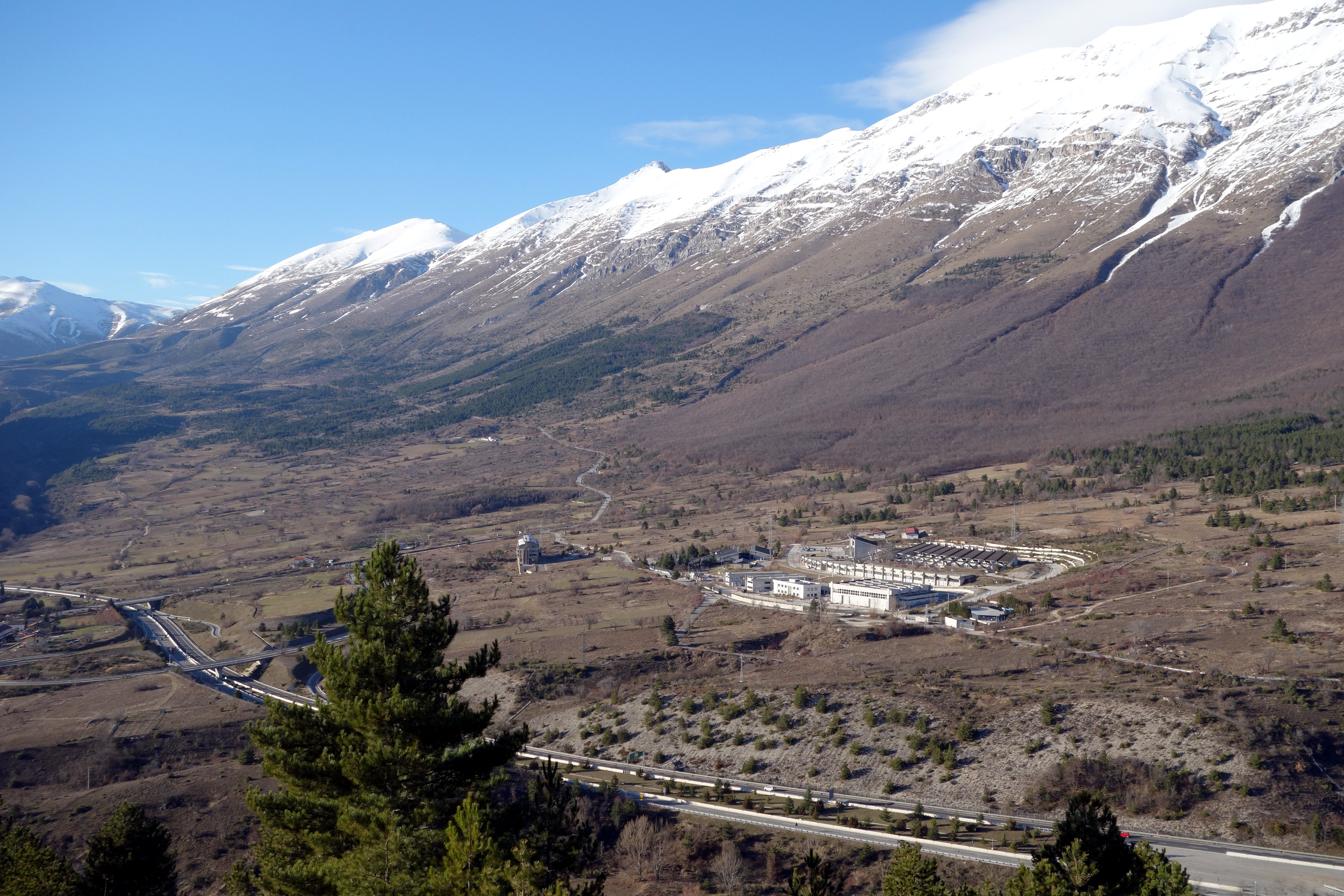
Valle del Vasto

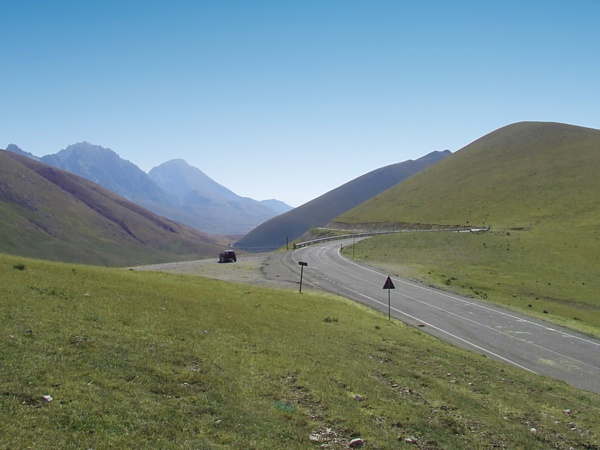
Montecristo-Fossa Paganica

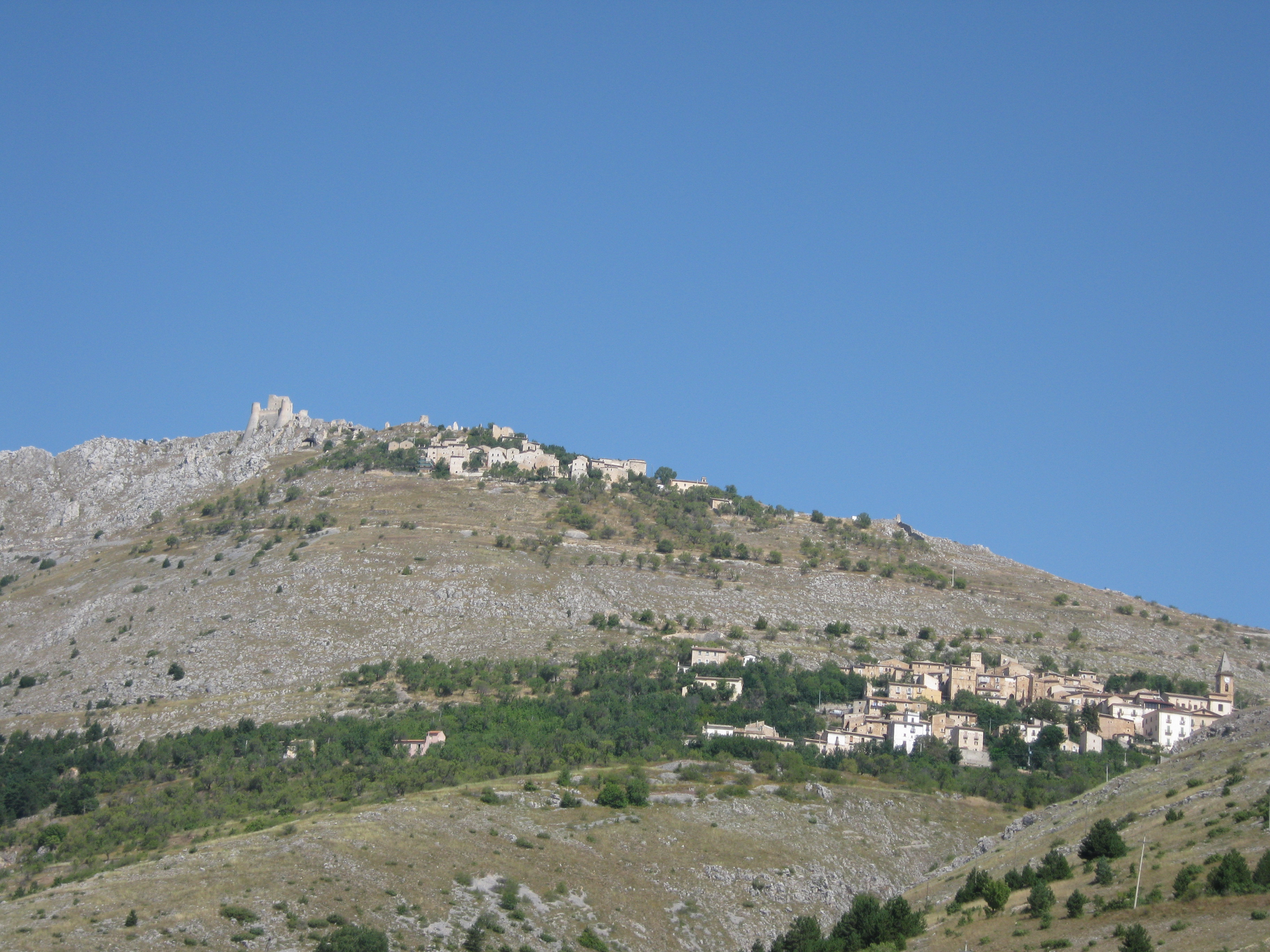
Calascio

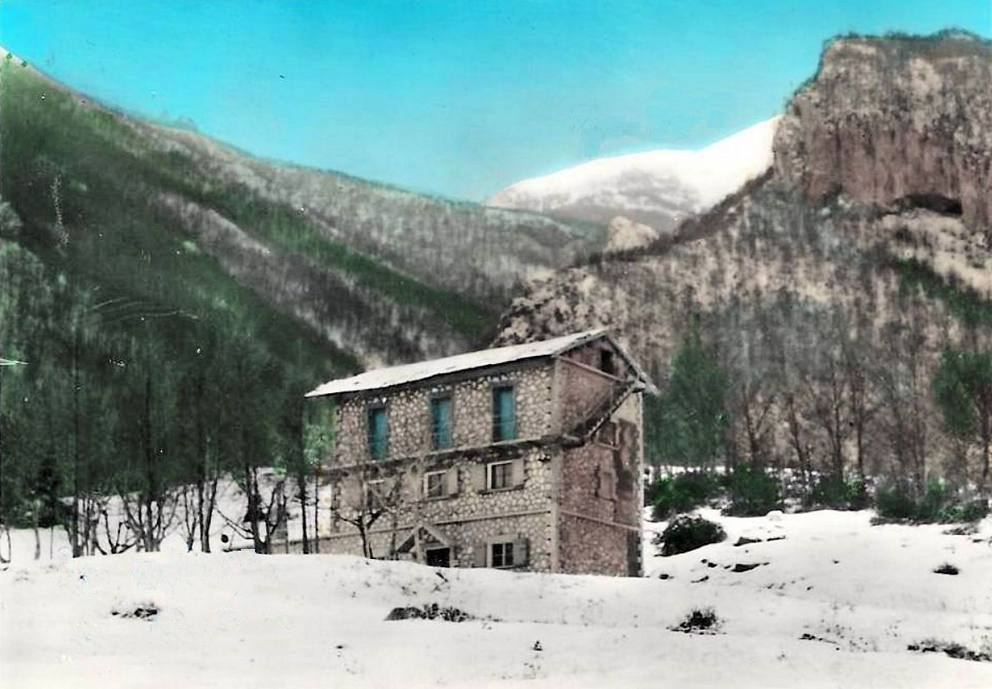
Rigopiano

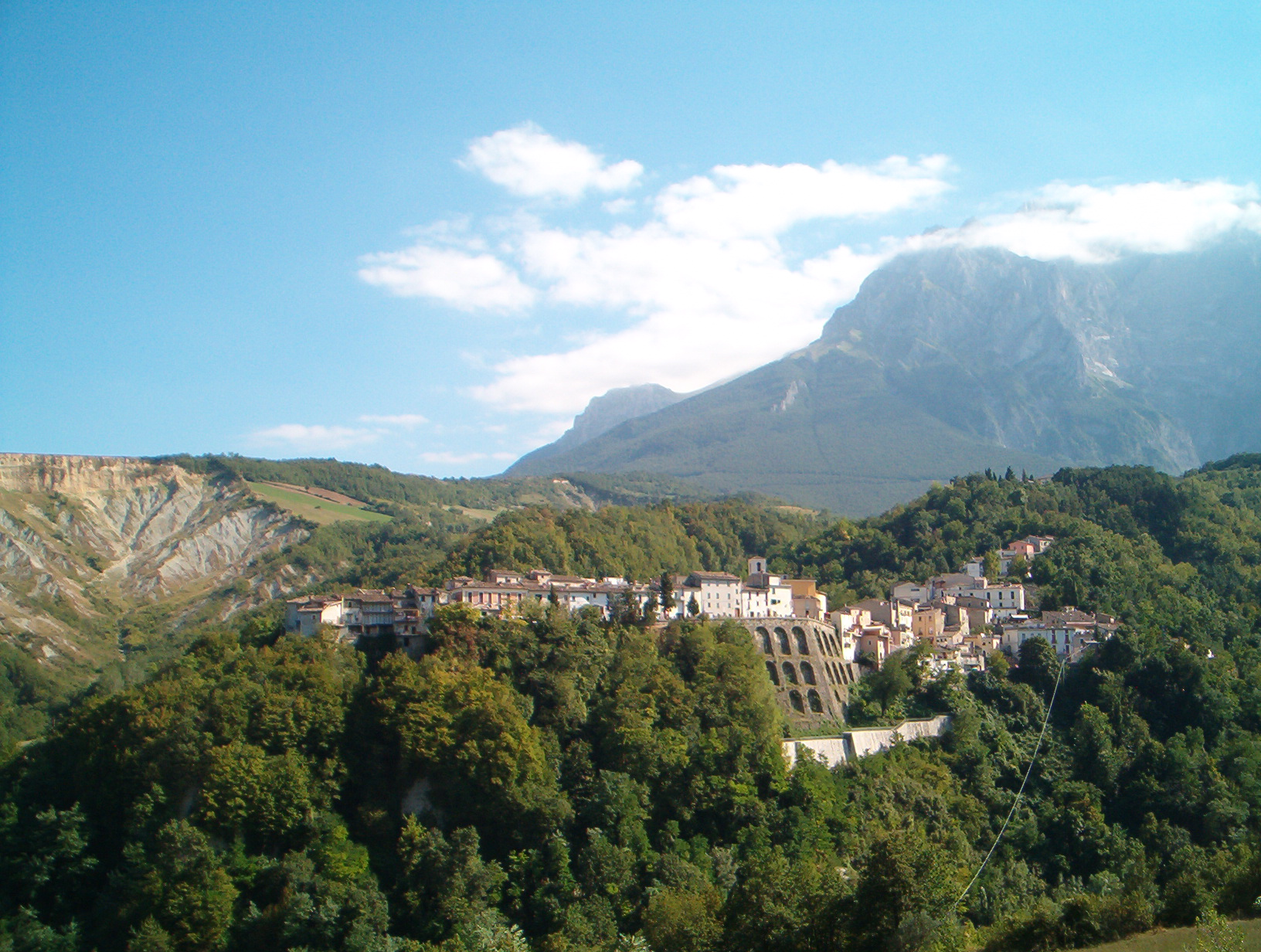
Castelli

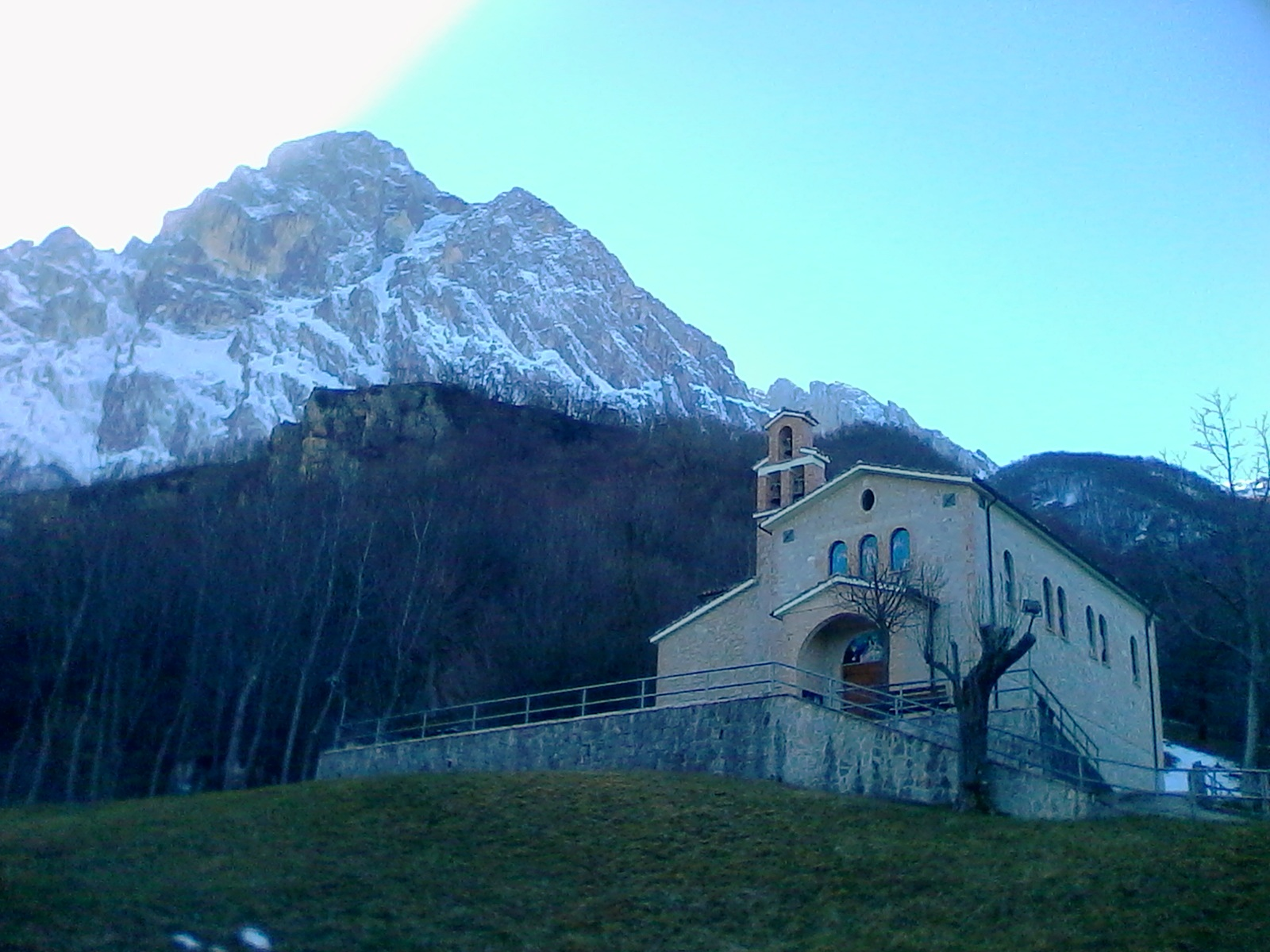
Isola del Gran Sasso d'Italia

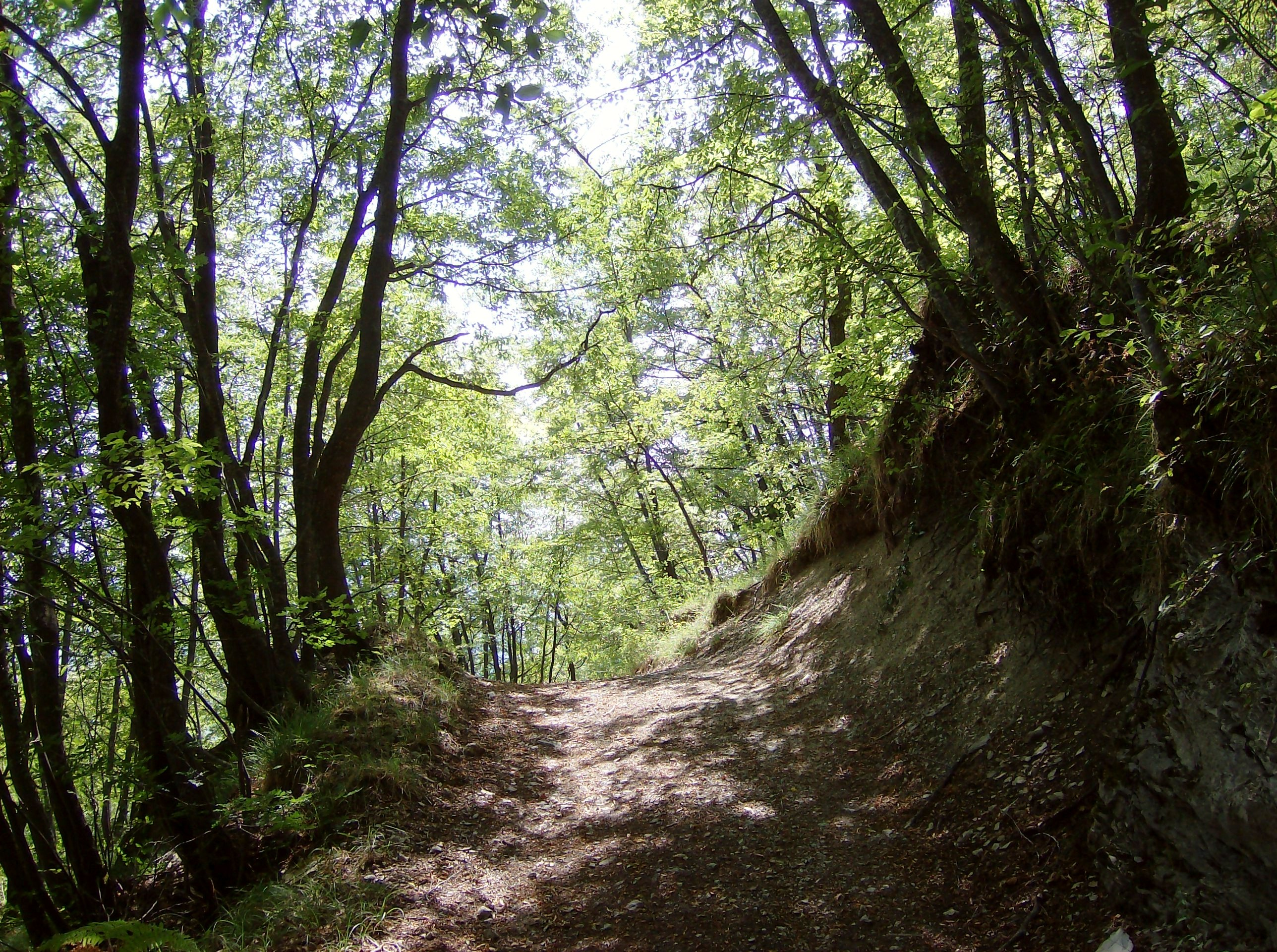
Forca di Valle

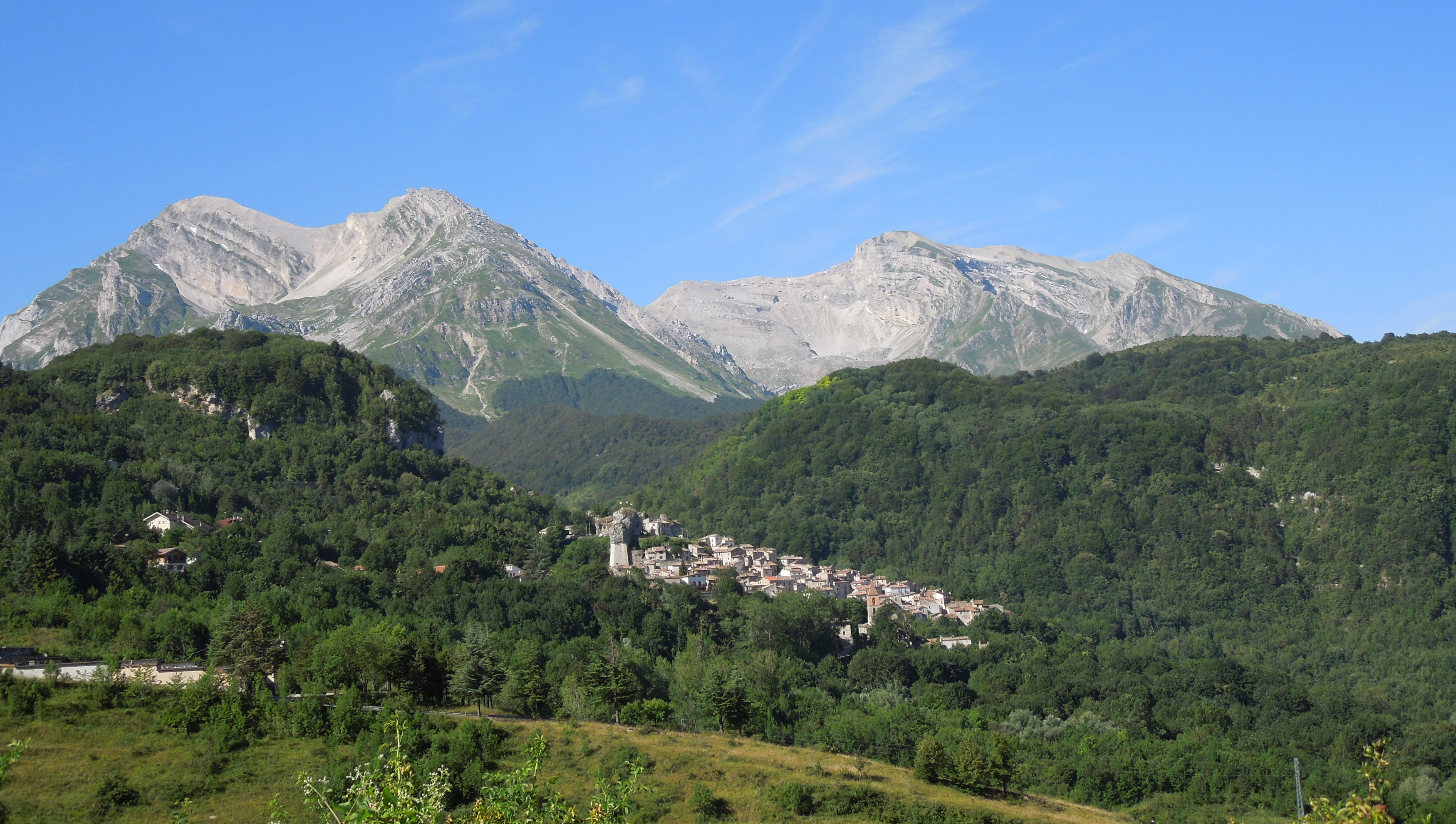
Pietracamela

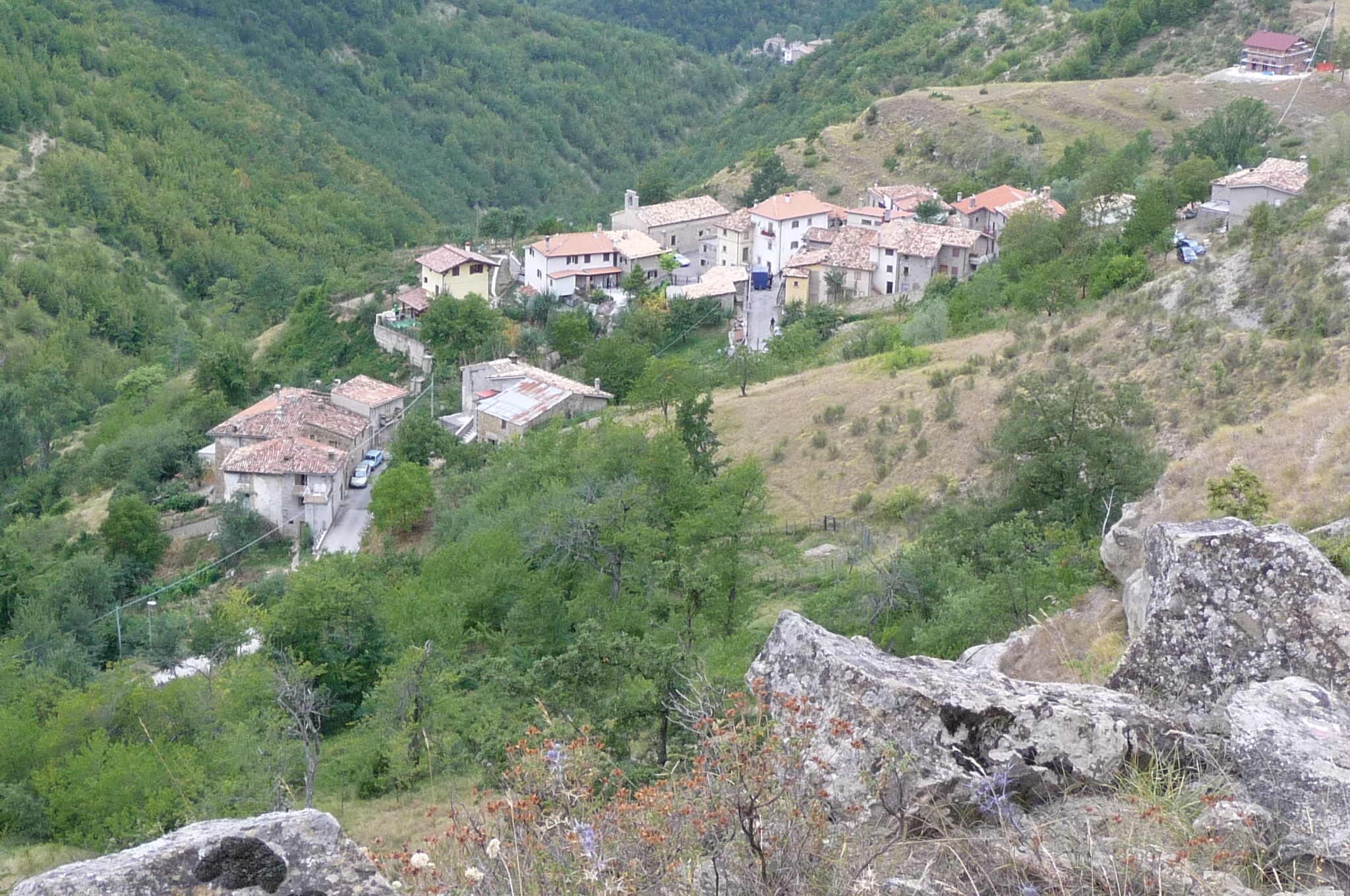
Crognaleto

L'itinerario è stato inizialmente progettato dagli architetti Alfonso de Albentiis e Paolo Lucchese e dagli ingegneri Luigi Alessiani e Gennaro Pirocchi, mentre le strutture sono state realizzate per intervento dell'ente parco e della Comunità montana Gran Sasso zona "O". I versanti attraversati sono quello aquilano, teramano e pescarese. 
Il percorso ricalca quasi sempre vecchie mulattiere, carrarecce e sentieri già esistenti, utilizzati nel passato dagli abitatori di questi luoghi. Dal percorso principale si diramano circuiti alternativi e rami secondari che conducono a diversi paesi, per un totale di circa 300 km di sentieri opportunamente ripristinati. Sono presenti aree di sosta o di tappa attrezzate con ricoveri per i cavalli.

### Criticità e rilancio
Attualmente utilizzata a tratti parziali di decine di chilometri per passeggiate organizzate da maneggi locali o da cavalieri molto esperti che si avventurano per tutto il tracciato senza servizi di accompagnamento e di eventuale assistenza e soccorso, l'assenza di programmazione ecomico gestionale ed attuativa di un soggetto gestore ha rimesso la fruizione dei percorsi quasi unicamente all'iniziativa privata senza economie di mantenimento; per questo ad oggi gran parte degli investimenti sostenuti per il tracciato risultano oramai desueti e l'ippovia non è in grado di essere attraversata in tutto il tracciato progettato.
Il 24 luglio 2020 una startup a vocazione sociale nel settore dei beni storici ambientali e culturali ha presentato uno studio per l'organizzazione di tutto il percorso in un sistema di rete di accoglienza, guida e soccorso attraverso 4 punti hub di servizio in ogni lato del Gran Sasso (nord sud est ovest) e 58 punti di sosta e di pernottamento a distanze variabili tra 7 e 10 chilometri. 
Lo studio, sviluppato dai ricercatori Giovanbattista Galeota e Giuseppe Pace ha portato alla firma di un accordo di programma per l'attuazione del progetto mediante un soggetto di rete partecipato dai Comuni toccati dal tracciato e da operatori nel settore del Turismo equestre sotto il controllo di un comitato formato da esperti designati dalla Federazione Turismo Equestre, Federazione Sport Equestre, Ente Parco nazionale del Gran Sasso e Monti della Laga, Fondo Ambiente Italiano.
Il progetto che prende il nome di NEXUM EQUUM ha dunque come obiettivi economici la realizzazione di un sistema integrato di servizi idoneo a garantire sviluppo turistico alla zona per ca. 110 addetti, finalizzato al rilancio dell'ippovia stessa grazie ad una gestione unitaria per il mantenimento dell'intero percorso mediante un sistema integrato di servizi di guida, accompagnamento ed ospitalità turistica.

### Località attraversate
Il percorso è un anello, quindi lo si può percorrere partendo da qualsiasi luogo.
| Ramo a                                        | Ramo b                                               | Ramo c                                      |  |
| Paladini                                      | ░                                                    | ░                                           |  |
| Tottea                                        | ░                                                    | ░                                           |  |
| Diga Rio Fucino                               | Diga Rio Fucino (inizia qui un ramo secondario)      | ░                                           |  |
| ↓                                             | Cesacastina                                          | ░                                           |  |
| ↓                                             | Cortino (finisce qui il ramo secondario)             | ░                                           |  |
| Campotosto                                    | Campotosto (inizia qui un ramo alternativo)          | ░                                           |  |
| ↓                                             | Monte Cardito                                        | ░                                           |  |
| Poggio Cancelli                               | Poggio Cancelli (finisce qui il ramo alternativo)    | ░                                           |  |
| Monte Civitella                               | ░                                                    | ░                                           |  |
| Capitignano                                   | ░                                                    | ░                                           |  |
| Castel Paganica                               | ░                                                    | ░                                           |  |
| Monte Mozzano                                 | ░                                                    | ░                                           |  |
| San Pietro della Jenca                        | San Pietro della Jenca (inizia qui ramo secondario)  | ░                                           |  |
| ↓                                             | Arischia (il ramo secondario finisce qui)            | ░                                           |  |
| Assergi                                       | Assergi (inizia qui un ramo alternativo)             | ░                                           |  |
| ↓                                             | Fonte Cerreto                                        | ░                                           |  |
| Montecristo (finisce qui il ramo alternativo) | ░                                                    |                                             |  |
| Monte della Selva                             | ░                                                    | ░                                           |  |
| *                                             | Barisciano (un ramo secondario finisce qui)          | ░                                           |  |
| Santo Stefano di Sessanio                     | ░                                                    | ░                                           |  |
| Calascio                                      | Calascio (inizia qui un ramo alternativo)            | Calascio (inizia qui un ramo secondario)    |  |
| ↓                                             | Castelvecchio Calvisio (finisce qui ramo secondario) | ↓                                           |  |
| ↓                                             | Ofena (inizia qui un ramo alternativo)               | Ofena (inizia qui un ramo secondario)       |  |
| Castel del Monte                              | Castel del Monte (finisce qui il ramo alternativo)   | Villa Santa Lucia degli Abruzzi             |  |
| Piano del Voltigno                            | ░                                                    | Capestrano (finisce qui ramo secondario)    |  |
| Valle d'Angri                                 | ░                                                    | ░                                           |  |
| Rigopiano                                     | ░                                                    | ░                                           |  |
| San Salvatore                                 | San Salvatore (inizia qui un ramo secondario)        | ░                                           |  |
| ↓                                             | Castelli (il ramo secondario finisce qui)            | ░                                           |  |
| Isola del Gran Sasso d'Italia                 | ░                                                    | ░                                           |  |
| Forca di Valle                                | Forca di Valle (inizia qui un ramo secondario)       | Forca di Valle (inizia qui ramo secondario) |  |
| Tossicia                                      | Colle Pelato                                         | Cima Alta                                   |  |
| Castiglione della Valle                       | ↓                                                    | Prati di Tivo                               |  |
| Tossicia (si torna qui dopo breve anello)     | ↓                                                    | ↓                                           |  |
| Aquilano                                      | ↓                                                    | ↓                                           |  |
| Cusciano                                      | ↓                                                    | ↓                                           |  |
| Cerqueto                                      | Cerqueto (i due rami secondari diventano uno)        | ←                                           |  |
| Pietracamela                                  | Pietracamela (finiscono i rami secondari)            | ░                                           |  |
| Prato Selva                                   | ░                                                    | ░                                           |  |
| Nerito                                        | ░                                                    | ░                                           |  |
| Paladini                                      | ░                                                    | ░                                           |  |